# Savang Vatthana
Savang Vatthana (né à Luang Prabang le 13 novembre 1907 et mort le 13 mai 1978 ou en mars 1980) est le dernier roi du Laos, du 29 octobre 1959 au 2 décembre 1975. Il est renversé par le mouvement communiste de Pathet Lao qui prend le pouvoir.

## Biographie
Le 7 août 1930, il épouse Khamphoui avec laquelle il a sept enfants : le prince royal Vong Savang, les princes Sisavang Savang, Savang et Sauryavong Savang, ainsi que les princesses Savivanh Savang et Thala Savang.
En 1951, il est nommé président du Conseil par son père, le roi Sisavang Vong. Il assure la régence durant la maladie de ce dernier, à partir du 20 août 1959, puis lui succède à sa mort le 29 octobre suivant.
Brièvement nommé conseiller par les communistes lors du changement de régime en 1975, il est arrêté à la suite de troubles provoqués par des éléments royalistes restés dans le maquis. Déporté dans le district sauvage et inhospitalier de Vieng Xai, il y meurt de faim en 1978 ou 1980 dans le camp de prisonniers politiques au nord du pays où il a été interné avec la reine Khamphoui et le prince royal Vong Savang, qui y subiront le même sort.